# Copiano
Copiano (Cupiän in dialetto pavese) è un comune italiano di 1 768 abitanti della provincia di Pavia in Lombardia. Si trova nel Pavese orientale, nella pianura alla sinistra dell'Olona.

## Storia
Sede di un'antica pieve della diocesi di Pavia, è noto fin dal XII secolo come Cupianum. Apparteneva alla Campagna Sottana pavese. Nel XIV secolo fu signoria dei Beccaria di Pavia (del ramo di messer Fiorello, cioè quello dei signori di Pietra de' Giorgi, che nel XVI secolo per matrimonio confluì nei Giorgi di Pavia, estinti all'inizio del XVII secolo). Nel 1622 fu infeudato ai Salerno di Pavia, passando nel 1647 agli Omodei (anch'essi di Pavia) e nel 1717 ai Modignani di Lodi.

### Simboli
Lo stemma e il gonfalone sono stati concessi con decreto del presidente della Repubblica del 23 gennaio 1984.
Il gonfalone è un drappo partito di bianco e di verde.

## Società

### Evoluzione demografica
Abitanti censiti

## Infrastrutture e trasporti
Fra il 1884 e il 1934 la località ospitò una fermata della tranvia Pavia-Sant'Angelo Lodigiano.

## Amministrazione

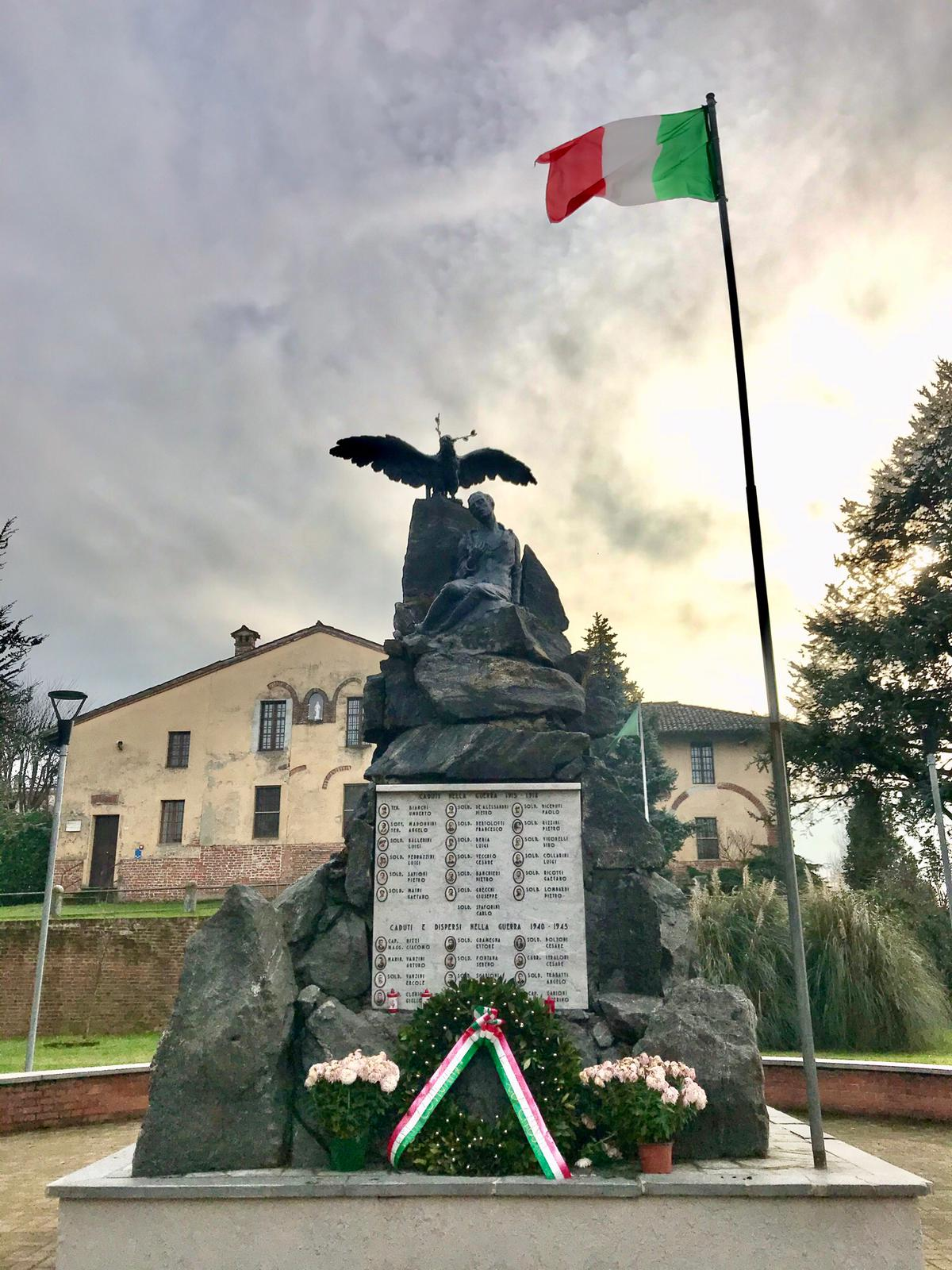
Monumento ai caduti